# Євсевій Самосатський
Євсевій Самосатський (*? — † 379, Доліхи, Сирія) — християнський святий, мученик за Христа. Яскравий опонент аріанства у різних його проявах. 
Єпископ міста Самосата, столиці вірменсько-сирійського царства Коммагени на річці Євфрат, що належало Римській імперії. Пам'ять — 22 червня  (Св. свящмуч. Євсевія, єп. Самосатського).
Святий Євсевій був єпископом у Самосатах у часи переслідування нікейських християн римським імператором Валентом, який був аріанином. Святий Євсевій по черзі вирушив у Сирію, Фінікію й Палестину, щоб підтримати своїх одновірців. З 374 року перебував у вигнанні у Фракії і лише 378 року (очевидно, після загибелі Валента) повернувся на свій єпископський престол. 379 року загинув у сирійському місті Доліхи, коли одна аріанка (аномейка) кинула з даху камінь, влучивши владиці прямо в голову.